# Lista de compositores da música erudita por ordem alfabética
| Sobrenome (apelido)                           | Nome                                             | Nascimento       | Local                                          | Falecimento | Local                                  |
| --------------------------------------------- | ------------------------------------------------ | ---------------- | ---------------------------------------------- | ----------- | -------------------------------------- |
| Abel                                          | Carl Friedrich                                   | 22.12.1723       | Köthen, Alemanha                               | 20.06.1787  | Londres, Reino Unido                   |
| Adam                                          | Adolphe                                          | 24.07.1803       | Paris, França                                  | 03.05.1856  | Paris, França                          |
| Albéniz                                       | Isaac                                            | 29.05.1860       | Camprodón, Espanha                             | 18.05.1909  | Cambo-les-Bains, França                |
| Albinoni                                      | Tomaso                                           | 14.06.1671       | Veneza, Itália                                 | 17.07.1751  | Veneza, Itália                         |
| Alfano                                        | Franco                                           | 08.03.1875       | Polisipo, Itália                               | 27.10.1954  | San Remo, Itália                       |
| Alfvén                                        | Hugo Emil                                        | 01.05.1872       | Estocolmo, Suécia                              | 08.05.1960  | Suécia                                 |
| Almeida                                       | Francisco António de                             | 1722             | Portugal                                       | 00.00.1752  | Portugal                               |
| Andriessen                                    | Hendrik                                          | 1892             | Países Baixos                                  | 1981        | Países Baixos                          |
| Andriessen                                    | Jurriaan                                         | 15.11.1925       | Haarlem, Países Baixos                         | 1996        | Den Haag, Países Baixos                |
| Andriessen                                    | Louis                                            | 06.06.1939       | Países Baixos                                  | 01.07.2021  | Weesp, Países Baixos                   |
| Arensky                                       | Anton Stepanovitch                               | 12.07.1861       | Novgorod, Rússia                               | 25.02.1906  | Terijoki, então Rússia                 |
| Arriaga                                       | Juan Crisóstomo de                               | 27.01.1806       | Bilbao, Espanha                                | 17.01.1826  | Paris, França                          |
| Auber                                         | Daniel-François-Esprit                           | 27.01.1782       | Caen, França                                   | 12.05.1871  | Paris, França                          |
| Auric                                         | Georges                                          | 15.02.1899       | Lodève, França                                 | 23.07.1983  | Paris, França                          |
| Baaren                                        | Kees van                                         | 22.10.1906       | Enschede, Países Baixos                        | 02.09.1970  | Oegsgeest, Países Baixos               |
| Bach                                          | Carl Phillipp Emanuel                            | 08.03.1714       | Weimar, Alemanha                               | 14.12.1788  | Hamburgo, Alemanha                     |
| Bach                                          | Johann Christian                                 | 05.09.1735       | Leipzig, Alemanha                              | 01.01.1782  | Londres, Reino Unido                   |
| Bach                                          | Johann Christoph Friedrich                       | 21.06.1732       | Leipzig, Alemanha                              | 26.01.1795  | Bückeburg, Alemanha                    |
| Bach                                          | Johann Sebastian                                 | 21.03.1685       | Eisenach, Alemanha                             | 28.07.1750  | Leipzig, Alemanha                      |
| Bach                                          | Wilhelm Friedemann                               | 22.11.1710       | Weimar, Alemanha                               | 01.07.1784  | Berlim, Alemanha                       |
| Bądarzewska-Baranowska                        | Tekla                                            | 1829/1834        | Młava, Polônia                                 | 29.09.1861  | Varsóvia, Polônia                      |
| Balakirev                                     | Mily                                             | 02.01.1837       | Nijni-Novgorod, Rússia                         | 29.05.1910  | São Petersburgo, Rússia                |
| Barber                                        | Samuel                                           | 09.03.1910       | Westchester, E.U.A.                            | 23.01.1981  | Nova Iorque, E.U.A.                    |
| Bartók                                        | Béla                                             | 25.03.1881       | Nagyszentmiklos, Romênia                       | 26.09.1945  | Nova Iorque, E.U.A.                    |
| Bautista                                      | Julián                                           | 22.04.1901       | Madri, Espanha                                 | 08.07.1961  | Buenos Aires, Argentina                |
| Beethoven                                     | Ludwig van                                       | 16 ou 17.12.1770 | Bonn, Alemanha                                 | 26.03.1827  | Viena, Áustria                         |
| Bellini                                       | Vincenzo                                         | 03.11.1801       | Catânia,Itália                                 | 23.09.1835  | Puteaux, França                        |
| Benda                                         | František                                        | 24.11.1709       | Stare Benestky, República Tcheca               | 07.03.1786  | Potsdam, Alemanha                      |
| Benedictis                                    | Savino de                                        | 20.01.1883       | Bari, Itália                                   | 15.08.1971  | São Paulo, Brasil                      |
| Berg                                          | Alban                                            | 09.02.1885       | Viena, Áustria                                 | 24.12.1935  | Viena, Áustria                         |
| Berio                                         | Luciano                                          | 24.10.1925       | Oneglia, Itália                                | 27.05.2003  | Roma, Itália                           |
| Berlioz                                       | Hector                                           | 11.12.1803       | La Côte Saint-André, França                    | 08.03.1869  | Paris, França                          |
| Berman                                        | Bart                                             | 29.12.1938       | Rotterdam, Países Baixos                       | em vida     | ---                                    |
| Bernstein                                     | Leonard                                          | 25.04.1918       | Lawrence, MT, E.U.A.                           | 14.10.1990  | Nova Iorque, E.U.A.                    |
| Berwald                                       | Franz                                            | 23.07.1796       | Estocolmo, Suécia                              | 03.04.1868  | Estocolmo, Suécia                      |
| Birtwistle                                    | Harrison                                         | 1934             | Reino Unido                                    | em vida     | -                                      |
| Bizet                                         | Georges                                          | 25.10.1838       | Paris, França                                  | 03.06.1875  | Bougival, perto de Paris               |
| Blacher                                       | Bóris                                            | 06.01.1903       | Nutxuang, China                                | 30.01.1975  | Berlim, Alemanha                       |
| Blavet                                        | Michel                                           | 13.03.1700       | Besançon, França                               | 28.10.1768  | Paris, França                          |
| Bloch                                         | Ernest                                           | 24.07.1880       | Genebra, Suíça                                 | 15.07.1959  | Portland, E.U.A.                       |
| Boccherini                                    | Luigi                                            | 19.02.1743       | Lucca, Itália                                  | 28.05.1805  | Madri, Espanha                         |
| Boieldieu                                     | François-Adrien                                  | 16.12.1775       | Rouen, França                                  | 08.10.1834  | Jarcy, França                          |
| Bomtempo                                      | João Domingos                                    | 28.12.1775       | Lisboa, Portugal                               | 18.08.1842  | Portugal                               |
| Borodin                                       | Aleksandr                                        | 12.11.1833       | São Petersburgo, Rússia                        | 27.02.1887  | Rússia                                 |
| Bottesini                                     | Giovanni                                         | 24.12.1821       | Crema, Itália                                  | 07.07.1889  | Parma, Itália                          |
| Boulez                                        | Pierre                                           | 26.03.1925       | Montbrison, França                             | 05.01.2016  | Baden-Baden, Alemanha                  |
| Braga Santos                                  | Joly                                             | 14.05.1924       | Lisboa, Portugal                               | 18.07.1988  | Lisboa, Portugal                       |
| Brahms                                        | Johannes                                         | 07.05.1833       | Hamburgo, Alemanha                             | 03.04.1897  | Viena, Áustria                         |
| Branco                                        | Luís de Freitas                                  | 12.10.1890       | Lisboa, Portugal                               | 27.11.1955  | Lisboa, Portugal                       |
| Brescianello                                  | Giuseppe Antonio                                 | 1690             | Itália                                         | 1757        | Itália                                 |
| Britten                                       | Benjamin                                         | 22.11.1913       | Lowestoft, Suffolk, Reino Unido                | 04.12.1976  | Aldeburgh, Reino Unido                 |
| Bruch                                         | Max                                              | 06.01.1838       | Colônia, Alemanha                              | 02.10.1920  | Friedenau, perto de Berlim             |
| Bruckner                                      | Anton                                            | 04.09.1824       | Ansfelden, Áustria                             | 11.10.1896  | Viena, Áustria                         |
| Busoni                                        | Ferrucio                                         | 01.04.1866       | Empoli, perto de Florença, Itália              | 27.07.1924  | Berlim, Alemanha                       |
| Buxtehude                                     | Dietrich                                         | 1637             | Oldesloe, Alemanha                             | 16.07.1707  | Alemanha                               |
| Cage                                          | John                                             | 05.09.1912       | Los Angeles, E.U.A.                            | 12.08.1992  | Nova Iorque, E.U.A.                    |
| Carrapatoso                                   | Eurico                                           | 15.02.1962       | Mirandela, Portugal                            | em vida     |                                        |
| Carter                                        | Elliott                                          | 11.10.1908       | Nova Iorque, E.U.A.                            | 05.11.2012  | Nova Iorque, E.U.A.                    |
| Carvalho                                      | João de Sousa                                    | 22.02.1745       | Estremoz, Portugal                             | 00.00.1798  | Portugal                               |
| Casella                                       | Alfredo                                          | 25.07.1883       | Turim, Itália                                  | 05.03.1947  | Roma, Itália                           |
| Casken                                        | John                                             | 15.07.1949       | Barnsley,Yorkshire, Inglaterra                 | em vida     | -                                      |
| Chabrier                                      | Emmanuel                                         | 18.01.1841       | Ambert (Puy-de-Dôme), França                   | 13.09.1894  | Paris, França                          |
| Charpentier                                   | Gustave                                          | 25.06.1860       | Dieuze, França                                 | 18.02.1956  | Paris, França                          |
| Chausson                                      | Ernest                                           | 20.01.1855       | Paris, França                                  | 10.06.1899  | Nantes, França                         |
| Cherubini                                     | Luigi                                            | 14.09.1760       | Florença, Itália                               | 15.03.1842  | Paris, França                          |
| Chopin                                        | Frédéric                                         | 01.03.1810       | Zelazowa-Wola, perto de Varsóvia, Polônia      | 17.10.1849  | Paris, França                          |
| Cimarosa                                      | Domenico                                         | 17.12.1749       | Aversa, Itália                                 | 11.01.1801  | Veneza, Itália                         |
| Coelho                                        | Ruy                                              | 02.03.1889       | Alcácer do Sal, Portugal                       | 05.05.1986  | Lisboa,Portugal                        |
| Copland                                       | Aaron                                            | 14.11.1900       | Nova Iorque, E.U.A.                            | 00.12.1990  | Nova Iorque, E.U.A.                    |
| Corelli                                       | Arcangelo                                        | 17.02.1653       | Fusignano, Itália                              | 08.01.1713  | Roma, Itália                           |
| Corrette                                      | Michel                                           | 10.04.1707       | Rouen, França                                  | 22.01.1795  | Paris, França                          |
| Cui                                           | César                                            | 06.01.1835       | Vilnius                                        | 13.03.1918  | São Petersburgo, Rússia                |
| Dallapiccola                                  | Luigi                                            | 03.02.1904       | Pisino d'Istria, Itália                        | 18.02.1975  | Florença, Itália                       |
| Dauvergne                                     | Antoine                                          | 03.10.1713       | Moulins, França                                | 23.02.1799  | Lyon, França                           |
| Debussy                                       | Claude Achille                                   | 22.08.1862       | Saint-Germain-en-Laye, França                  | 25.03.1918  | Paris, França                          |
| Delalande                                     | Michel Richard                                   | 15.12.1657       | Paris, França                                  | 18.06.1726  | Versailles, França                     |
| Delibes                                       | Léo                                              | 21.02.1836       | Saint Germain-du-Val, França                   | 16.01.1891  | Paris, França                          |
| Delius                                        | Frederick                                        | 29.01.1862       | Bradford, Reino Unido                          | 10.06.1934  | Grez-sur-Loing, França                 |
| Devienne                                      | François                                         | 31.01.1759       | Joinville, França                              | 05.09.1803  | Charenton, França                      |
| Diabelli                                      | Anton                                            | 06.09.1781       | Matzee, perto de Salzburgo, Áustria            | 07.04.1858  | Viena, Áustria                         |
| Dittersdorf                                   | Carl Ditters von                                 | 02.11.1739       | Viena, Áustria                                 | 24.10.1799  | Rothlotta, República Tcheca            |
| Donizetti                                     | Gaetano                                          | 29.11.1797       | Bergamo, Itália                                | 08.04.1848  | Bergamo, Itália                        |
| Dowland                                       | John                                             | 1563             | Dublin, Irlanda                                | 20.02.1626  | Londres, Inglaterra                    |
| Dukas                                         | Paul                                             | 01.10.1865       | Paris, França                                  | 17.05.1935  | Paris, França                          |
| Duparc                                        | Henri                                            | 21.01.1848       | Paris, França                                  | 12.02.1933  | Mont-de-Marsam, França                 |
| Dutilleux                                     | Henri                                            | 22.01.1916       | Angers, França                                 | 33.05.2013  | Paris, França                          |
| Dvarionas                                     | Balys                                            | 19.06.1904       | Liepaja, Letônia                               | 23.08.1972  | Vilnius, Lituânia                      |
| Dvořák                                        | Antonín                                          | 08.09.1841       | Nelahozeves, perto de Praga, República Tcheca  | 01.05.1901  | Praga, República Checa                 |
| Egk                                           | Werner                                           | 17.05.1901       | Auchsesheim, Alemanha                          | 10.07.1983  | Inning-am-Ammersee, Alemanha           |
| Elgar                                         | Edward                                           | 02.06.1857       | Broadheath, Reino Unido                        | 23.02.1934  | Reino Unido                            |
| Enescu (ou Enesco)                            | George                                           | 19.08.1881       | Liveni-Virnav (hoje George Enescu)             | 04.05.1955  | Paris, França                          |
| Englund                                       | Einar                                            | 17.06.1916       | Gotland, Suécia                                | 27.06.1999  | Gotland, Suécia                        |
| Escobar                                       | Pedro de                                         | 00.00.1465       | Porto, Portugal                                | 00.00.1535  | Portugal                               |
| Fabri                                         | Annibale Pio, chamado de Balino                  | 1697             | Bolonha, Itália                                | 12.08.1760  | Lisboa, Portugal                       |
| Faccio                                        | Franco                                           | 08.03.1840       | Verona, Itália                                 | 21.07.1891  | Monza, Itália                          |
| Falchi                                        | Stanislao                                        | 29.01.1851       | Terni, Itália                                  | 14.11.1922  | Roma, Itália                           |
| Falla                                         | Manuel Maria de                                  | 28.11.1876       | Cádiz, Espanha                                 | 14.11.1946  | Alta Gracia, Argentina                 |
| Famintzin                                     | Alexander Sergeievitch                           | 24.10.1841       | Kaluga, Rússia                                 | 24.06.1896  | São Petersburgo, Rússia                |
| Fasch                                         | Johann Friedrich                                 | 15.04.1688       | Bütterlstadt, Alemanha                         | 05.12.1758  | Zerbst, Alemanha                       |
| Fauré                                         | Gabriel Urbain                                   | 12.05.1845       | Pamiers, França                                | 04.11.1924  | Paris, França                          |
| Fernández Caballero                           | Manuel                                           | 14.03.1835       | Múrcia, Espanha                                | 26.02.1906  | Madri, Espanha                         |
| Fibich                                        | Zdenek                                           | 21.12.1850       | Vseborice, Rep. Tcheca                         | 15.10.1900  | Praga, Rep. Tcheca                     |
| Field                                         | John                                             | 26.07.1782       | Dublin, Irlanda                                | 23.01.1837  | Moscou, Rússia                         |
| Franck                                        | César                                            | 10.12.1822       | Liège, Bélgica                                 | 08.11.1890  | Paris, França                          |
| Galuppi                                       | Baldassare                                       | 18.10.1706       | Burano, Itália                                 | 3.01.1785   | Veneza, Itália                         |
| Geminiani                                     | Francesco                                        | 05.12.1687       | Lucca, Itália                                  | 17.09.1762  | Dublin, Irlanda                        |
| Gershwin                                      | George                                           | 25.09.1898       | Nova Iorque, E.U.A.                            | 11.07.1937  | Beverly Hills, E.U.A.                  |
| Ginastera                                     | Alberto                                          | 11.04.1916       | Buenos Aires, Argentina                        | 25.06.1983  | Genebra, Suiça.                        |
| Giuliani                                      | Mauro                                            | 27.07.1781       | Besceglie, Itália                              | 08.05.1829  | Nápolis, Itália                        |
| Glazunov                                      | Aleksandr Konstantinovitch                       | 10.08.1865       | São Petersburgo, Rússia                        | 21.03.1936  | Neuilly-sur-Seine, França              |
| Glinka                                        | Mikhail Ivanovitch                               | 01.06.1804       | Novospasskoie, Rússia                          | 15.02.1857  | Berlim, Alemanha                       |
| Gluck                                         | Christoph Willibald                              | 02.07.1714       | Erasbach, Alemanha                             | 15.11.1787  | Viena, Áustria                         |
| Gnattali                                      | Radamés                                          | 27.01.1906       | Porto Alegre, Brasil                           | 13.02.1988  | Rio de Janeiro, Brasil                 |
| Gomes                                         | Antônio Carlos                                   | 11.07.1836       | Campinas, Brasil                               | 16.09.1896  | Belém, Brasil                          |
| Gossec                                        | François-Joseph                                  | 17.02.1734       | Vergnies, França, hoje na Bélgica              | 16.02.1829  | Passy, França                          |
| Gottschalk                                    | Louis Moreau                                     | 08.05.1829       | New Orleans, EUA                               | 18.12.1869  | Rio de Janeiro, Brasil                 |
| Gounod                                        | Charles                                          | 18.06.1818       | Paris, França                                  | 18.10.1893  | Saint-Cloud, França                    |
| Granados                                      | Enrique                                          | 27.07.1867       | Lérida                                         | 24.03.1916  | Canal da Mancha                        |
| Grieg                                         | Edward                                           | 15.06.1843       | Bergen, Noruega                                | 04.09.1907  | Bergen, Noruega                        |
| Guarnieri                                     | Mozart Camargo                                   | 01.02.1907       | São Paulo, Brasil                              | 13.01.1993  | São Paulo, Brasil                      |
| Gubaidulina                                   | Sofia                                            | 24.10.1931       | Chistopol, ex-U.R.S.S.                         | em vida     | -                                      |
| Guerra-Peixe                                  | César                                            | 18.03.1914       | Petrópolis, Brasil                             | 26.11.1993  | Rio de Janeiro, Brasil                 |
| Haendel                                       | Georg Friedrich                                  | 23.02.1685       | Halle, Alemanha                                | 14.04.1759  | Londres, Reino Unido                   |
| Hamelin                                       | Marc-André                                       | 05.09.1961       | Montréal, Canadá                               | em vida     | -                                      |
| Hartmann                                      | Karl Amadeus                                     | 02.8.1905        | Munique, Alemanha                              | 05.12.1963  | Munique, Alemanha                      |
| Haydn                                         | Joseph                                           | 31.03.1732       | Rohrau, Áustria                                | 31.05.1809  | Viena, Áustria                         |
| Haydn                                         | Michael                                          | 11.09.1737       | Rohrau, Áustria                                | 10.08.1806  | Salzburgo, Áustria                     |
| Henze                                         | Hans Werner                                      | 01.07.1926       | Gütersloh, Alemanha                            | 27.10.2012  | Dresden, Alemanha                      |
| Hérold                                        | Ferdinand                                        | 28.01.1791       | Paris, França                                  | 19.01.1833  | Paris, França                          |
| Hindemith                                     | Paul                                             | 16.11.1895       | Hanau, Alemanha                                | 28.12.1963  | Frankfurt am Main, Alemanha            |
| Holst                                         | Gustav                                           | 21.09.1874       | Cheltenham, Reino Unido                        | 25.05.1934  | Londres, Reino Unido                   |
| Holstein                                      | Franz                                            | 16.02.1826       | Braunschweig, Alemanha                         | 22.05.1878  | Leipzig, Alemanha                      |
| Honegger                                      | Arthur                                           | 10.03.1892       | Havre, França                                  | 27.11.1955  | Paris, França                          |
| Hummel                                        | Johann Nepomuk                                   | 14.11.1778       | Bratislava, hoje Eslováquia                    | 17.10.1837  | Weimar, Alemanha                       |
| Ibert                                         | Jacques                                          | 15.08.1890       | Paris, França                                  | 05.02.1962  | Paris, França                          |
| Indy                                          | Vincent D'                                       | 27.03.1851       | Paris, França                                  | 02.12.1931  | Paris, França                          |
| Itiberê                                       | Brasílio Ferreira da Cunha Luz                   | 17.05.1896       | Curitiba, Brasil                               | 10.12.1967  | Rio de Janeiro, Brasil                 |
| Ives                                          | Charles                                          | 20.10.1874       | Danbury, E.U.A.                                | 19.05.1954  | Nova Iorque, E.U.A.                    |
| Janáček                                       | Leoš                                             | 03.07.1854       | Hukvaldy, Rep. Tcheca                          | 12.08.1928  | Moravska Ostrava, Rep. Tcheca          |
| Jaques-Dalcroze                               | Emile                                            | 06.07.1865       | Viena, Áustria                                 | 01.07.1950  | Genebra, Suíça                         |
| Jolivet                                       | André                                            | 08.08.1905       | Paris, França                                  | 20.12.1974  | Paris, França                          |
| Kabalevskiy                                   | Dmitri Borissovitch                              | 30.12.1904       | São Petersburgo, Rússia                        | 14.02.1987  | Moscovo                                |
| Kagel                                         | Mauricio                                         | 24.12.1931       | Buenos Aires, Argentina                        | 18.09.2008  | Colônia, Alemanha                      |
| Kalinnikov                                    | Vassili                                          | 13.01.1866       | Voina, Rússia                                  | 11.01.1901  | Ialta, Rússia                          |
| Kalomiris                                     | Manolis                                          | 14.12.1883       | Smirna, Turquia                                | 03.04.1962  | Atenas, Grécia                         |
| Kamieński                                     | Maciej                                           | 13.10.1734       | Ödenburg (atual Sopron), Hungria               | 25.01.1821  | Varsóvia, Polônia                      |
| Karlowicz                                     | Mieczysław                                       | 01.01.1876       | Wiszniewe, Polônia                             | 01.01.1909  | Tatra, Polônia                         |
| Keil                                          | Alfredo                                          | 03.07.1850       | Lisboa, Portugal                               | 04.10.1907  | Hamburgo, Alemanha                     |
| Khatchaturian                                 | Adam                                             | 06.06.1903       | Kodjori, Georgia                               | 01.05.1978  | Moscou, Rússia                         |
| Kodály                                        | Zoltán                                           | 16.12.1882       | Kecskemet, Hungria                             | 06.03.1967  | Budapeste, Hungria                     |
| Koechlin                                      | Charles                                          | 27.11.1867       | Paris, França                                  | 31.12.1950  | Rayol-Canadel-sur-Mer, França          |
| Korsakov                                      | Nikolay Rimsky                                   | 18.03.1844       | Tikhvine, Rússia                               | 21.06.1908  | Liubensk, Rússia                       |
| Krenek                                        | Ernst                                            | 23.08.1900       | Viena, Áustria                                 | 22.12.1991  | Viena, Áustria                         |
| Krumpholz                                     | Johann Baptist                                   | 03.05.1742       | Budenice, Rep. Tcheca                          | 19.02.1790  | Paris, França                          |
| Lalo                                          | Edouard                                          | 27.01.1823       | Lille, França                                  | 22.04.1892  | Paris, França                          |
| Landini                                       | Francesco                                        | 1325             | Fiesole, Itália                                | 02.09.1397  | Florença, Itália                       |
| Landowski                                     | Marcel                                           | 18.02.1915       | Pont-l’Abbé, França                            | 23.12.1999  | Paris, França                          |
| Lanner                                        | Josef                                            | 12.04.1801       | Viena, Áustria                                 | 14.04.1843  | Viena, Áustria                         |
| Lasso (ou: Lassus)                            | Orlando di (ou: Roland)                          | 1532             | Mons, Áustria                                  | 14.06.1594  | Munique, Alemanha                      |
| Leclair                                       | Jean-Marie                                       | 10.05.1697       | Lion, França                                   | 22.10.1764  | Paris, França                          |
| Lehar                                         | Franz                                            | 30.04.1870       | Komorn, Áustria                                | 24.10.1948  | Bad Ischl, Áustria                     |
| Lekeu                                         | Guillaume                                        | 20.01.1870       | Heusy, França                                  | 21.01.1894  | Angers, França                         |
| Leoncavallo                                   | Ruggiero                                         | 25.04.1857       | Nápoles, Itália                                | 09.08.1919  | Montecatini, Itália                    |
| Liadov                                        | Anatole                                          | 11.05.1855       | São Petersburgo, Rússia                        | 28.08.1914  | Polynovka, Rússia                      |
| Ligeti                                        | György                                           | 28.05.1923       | Dicsöszentmárton, Hungria                      | 12.06.2006  | Viena                                  |
| Liszt                                         | Franz                                            | 22.10.1811       | Raiding, Hungria                               | 31.07.1886  | Bayreuth, Alemanha                     |
| Lôbo (Lupus)                                  | Duarte (Eduardus)                                | 1565             | Portugal                                       | em 1646     | Portugal                               |
| Loewe                                         | Carl                                             | 30.11.1796       | Löbejün, Alemanha                              | 20.04.1869  | Kiel, Alemanha                         |
| Logothetis                                    | Anestis                                          | 27.10.1921       | Burgas, Bulgária                               | 06.01.1994  | Viena, Áustria                         |
| Lopes-Graça                                   | Fernando                                         | 17.12.1906       | Tomar, Portugal                                | 27.11.1994  | Parede, Portugal                       |
| Lorenzo Fernández                             | Oscar                                            | 04.11.1897       | Rio de Janeiro, Brasil                         | 27.08.1948  | Rio de Janeiro, Brasil                 |
| Lortzing                                      | Albert                                           | 23.10.1801       | Berlim, Alemanha                               | 21.01.1851  | Berlim, Alemanha                       |
| Luchesi                                       | Andrea                                           | 23.05.1741       | Motta di Livenza, Itália                       | 21.03.1801  | Bonn, Alemanha                         |
| Lully                                         | Jean-Baptiste                                    | 28.11.1632       | Florença, Itália                               | 22.03.1687  | Paris, França                          |
| Lutoslawski                                   | Witold                                           | 25.01.1913       | Varsóvia, Polônia                              | 07.02.1994  | Varsóvia, Polônia                      |
| Machado                                       | Augusto                                          | 27.12.1845       | Lisboa, Portugal                               | 26.03.1924  | Lisboa, Portugal                       |
| Maderna                                       | Bruno                                            | 21.04.1920       | Veneza, Itália                                 | 13.11.1973  | Darmstadt, Alemanha                    |
| Magnard                                       | Albéric                                          | 09.06.1865       | Paris, França                                  | 03.09.1914  | Baron-sur-Oise, França                 |
| Mahle                                         | Ernst                                            | 03.01.1929       | Stuttgart, Alemanha                            | em vida     | -                                      |
| Mahler                                        | Gustav                                           | 07.07.1860       | Kaliste, Rep. Tcheca                           | 18.05.1911  | Viena, Áustria                         |
| Mainerio                                      | Giorgio                                          | 1545             | Parma                                          | 1582        | Aquileia                               |
| Malapiero                                     | Gian Francesco                                   | 18.03.1882       | Veneza, Itália                                 | 01.08.1973  | Treviso, Itália                        |
| Malling                                       | Otto Valdemar                                    | 01.06.1848       | Copenhague, Dinamarca                          | 05.10.1915  | Copenhague, Dinamarca                  |
| Marais                                        | Marin                                            | 25.05.1656       | Paris, França                                  | 15.08.1728  | Paris, França                          |
| Marcello                                      | Alessandro                                       | 24.08.1669       | Veneza, Itália                                 | 19.06.1747  | Veneza, Itália                         |
| Marcello                                      | Benedetto                                        | 24.07.1686       | Veneza, Itália                                 | 24.07.1739  | Bréscia, Itália                        |
| Marín                                         | José                                             | 1619             | Madri, Espanha                                 | 1699        | Madri, Espanha                         |
| Martin (composer)                             | Frank                                            | 15.09.1890       | Eaux Vives, Suíça Itália                       | 21.11.1974  | Naarden, Países Baixos                 |
| Martinů                                       | Bohuslav                                         | 08.12.1890       | Policka, Rep. Tcheca                           | 28.08.1959  | Liestal, Suíça                         |
| Mascagni                                      | Pietro                                           | 07.12.1863       | Itália                                         | 02.08.1945  | Itália                                 |
| Massenet                                      | Jules                                            | 12.05.1842       | Montaud, França                                | 13.08.1912  | Paris, França                          |
| Méhul                                         | Étienne Nicolas                                  | 22.06.1763       | Givet, França                                  | 18.10.1817  | Paris, França                          |
| Mendelssohn                                   | Félix                                            | 03.02.1809       | Hamburgo, Alemanha                             | 04.11.1847  | Leipzig, Alemanha                      |
| Menezes                                       | Florivaldo                                       | 1962             | São Paulo, Brasil                              | em vida     | ---                                    |
| Mercadante                                    | Saverio                                          | 17.09.1785       | Altamura, Itália                               | 17.12.1870  | Nápoles, Itália                        |
| Messager                                      | André                                            | 30.12.1853       | Montluçon, França                              | 24.02.1929  | Paris, França                          |
| Messiaen                                      | Olivier                                          | 10.12.1908       | Avignon, França                                | 27.04.1992  | Clichy, França                         |
| Meyerbeer (nascido Jakob Liebmann Meyer Beer) | Giacomo                                          | 05.09.1791       | Tasdorf, Mark Brandenburg, Alemanha            | 02.05.1864  | Paris, França                          |
| Miaskovski                                    | Nikolai                                          | 20.04.1881       | Novogeorgiyevsk (Modlin), Polônia              | 08.08.1950  | Moscou, Rússia                         |
| Milhaud                                       | Darius                                           | 04.09.1892       | Aix-en-Provence, França                        | 22.06.1974  | Genebra, Suíça                         |
| Monteverdi                                    | Cláudio                                          | 15.05.1567       | Cremona, Itália                                | 29.11.1643  | Veneza, Itália                         |
| Mossolov                                      | Alexander                                        | 11.08.1900       | Kiev, Ucrânia                                  | 12.07.1973  | Moscou, Rússia                         |
| Mozart                                        | Johann-Georg Leopold                             | 14.11.1719       | Augsburg, Alemanha                             | 28.05.1787  | Salzburgo, Áustria                     |
| Mozart                                        | Wolfgang Amadeus                                 | 27.01.1756       | Salzburgo, Áustria                             | 05.12.1791  | Viena, Áustria                         |
| Mozart                                        | Franz Xaver Wolfgang                             | 26.07.1791       | Viena, Áustria                                 | 29.07.1844  | Viena, Áustria                         |
| Mussorgski                                    | Modest Petrovitch                                | 21.03.1839       | Karevo, Rússia                                 | 28.03.1881  | São Petersburgo, Rússia                |
| Mysliveček                                    | Josef                                            | 09.03.1737       | Praga, Rep. Tcheca                             | 04.02.1781  | Roma, Itália                           |
| Nielsen                                       | Carl                                             | 09.06.1865       | Nørre Lyndelse, Dinamarca                      | 02.10.1931  | Copenhague, Dinamarca                  |
| Novak                                         | Viteslav                                         | 05.12.1870       | Kamenice, Rep. Tcheca                          | 16.07.1949  | Skoutec, Rep. Tcheca                   |
| Nunes                                         | Emmanuel                                         | 31.08.1941       | Lisboa, Portugal                               | 02-09-2012  | Paris, França                          |
| Offenbach                                     | Jacques                                          | 20.06.1819       | Colônia, Alemanha                              | 05.10.1880  | Paris, França                          |
| Olsson                                        | Otto                                             | 19.12.1879       | Estocolmo, Suécia                              | 01.09.1964  | Estocolmo, Suécia                      |
| Orchassal Sas                                 | Andrés                                           | 06.04.1900       | Paris, França                                  | 25.07.1967  | Lima, Peru                             |
| Orff                                          | Carl                                             | 10.07.1895       | Munique (München), Alemanha                    | 29.03.1982  | Munique, Alemanha                      |
| Ornstein                                      | Leo                                              | 11.12.1892       | Krementchug, Rússia                            | 24.02.2002  | Green Bay, E.U.A.                      |
| Orrego-Salas                                  | Juan                                             | 18.01.1919       | Santiago, Chile                                | 24.11.2019  | Bloomington, Indiana, E.U.A.           |
| Orthel                                        | Léon                                             | 04.10.1905       | Roosendaal, Países Baixos                      | 06.09.1985  | Haia, Países Baixos                    |
| Pabst                                         | Paul                                             | 00.00.1854       | Königsberg, Alemanha                           | 09.06.1897  | Moscou, Rússia                         |
| Pachelbel                                     | Johann                                           | 01.08.1653       | Nuremberg, Alemanha                            | 06.03.1706  | Nuremberg, Alemanha                    |
| Paderewski                                    | Ignacy Jan                                       | 06.11.1860       | Kuryłówka, Polônia                             | 29.06.1941  | Nova York, E.U.A.                      |
| Paganini                                      | Niccolò                                          | 27.10.1782       | Gênova, Itália                                 | 27.05.1842  | Nice, França                           |
| Palestrina                                    | Giovanni Pierluigi                               | 03.02.1525       | Palestrina, Itália                             | 02.02.1594  | Roma, Itália                           |
| Pareyon                                       | Gabriel                                          | 23.10.1974       | Zapopan, México                                | em vida     | -                                      |
| Pärt                                          | Arvo                                             | 11.09.1935       | Tallinn, Estônia                               | em vida     | -                                      |
| Peixinho                                      | Jorge                                            | 20.01.1940       | Montijo, Portugal                              | 30.06.1995  | Lisboa, Portugal                       |
| Penderecki                                    | Krzystof                                         | 23.11.1933       | Dębica, Polônia                                | 29.03.2020  | Cracóvia, Polônia                      |
| Pergolesi                                     | Giovanni Battista                                | 04.01.1710       | Jesi, perto de Ancona, Itália                  | 16.03.1736  | Pozzuoli, Itália                       |
| Pierné                                        | Gabriel                                          | 16.08.1863       | Metz, França                                   | 17.07.1937  | Ploujean, França                       |
| Pinto                                         | George Frederick                                 | 23.09.1786       | Lambeth, Reino Unido                           | 23.03.1806  | Little Chelsea, Reino Unido            |
| Pleyel                                        | Ignaz                                            | 01.06.1757       | Ruppersthal, Áustria                           | 14.11.1831  | Paris, França                          |
| Ponchielli                                    | Amilcare                                         | 31.08.1834       | Paderno, Itália                                | 18.01.1886  | Milão, Itália                          |
| Portugal                                      | Marcos                                           | 24.03.1762       | Lisboa, Portugal                               | 17.02.1830  | Rio de Janeiro, Brasil                 |
| Poulenc                                       | Francis                                          | 07.01.1899       | Paris, França                                  | 30.01.1963  | Paris, França                          |
| Prez                                          | Josquin des                                      | 00.00.1450       | Beaurevoir, França                             | 27.08.1521  | Condé-sur-l’Escaut, França             |
| Prokofiev                                     | Sergei                                           | 23.04.1891       | Sontsovka, Ucrânia                             | 05.03.1953  | Nikolina Gora, perto de Moscou, Rússia |
| Puccini                                       | Giacomo                                          | 22.12.1858       | Lucca, Itália                                  | 28.12.1924  | Bruxelas, Bélgica                      |
| Purcell                                       | Henry                                            | 1659             | Reino Unido                                    | 21.11.1695  | Westminster, Reino Unido               |
| Quantz                                        | Johann Joachim                                   | 30.01.1697       | Oberscheden, Alemanha                          | 21.07.1773  | Potsdam, Alemanha                      |
| Quef                                          | Charles (Paul Florimond)                         | 01.11.1873       | Lille, França                                  | 02.07.1931  | Paris, França                          |
| Rachmaninov                                   | Sergei                                           | 01.04.1873       | Semyonovo, Rússia                              | 28.03.1943  | Beverly Hills, E.U.A.                  |
| Rameau                                        | Jean-Philippe                                    | 25.09.1683       | Dijon, França                                  | 12.09.1764  | Paris, França                          |
| Ravel                                         | Maurice                                          | 07.03.1875       | Ciboure, França                                | 28.12.1937  | Paris, França                          |
| Rimsky-Korsakov                               | Nikolai Andreyevitch                             | 18.03.1844       | Tichwin, Rússia                                | 21.06.1908  | Luga, Rússia                           |
| Rodrigo                                       | Joaquín                                          | 22.11.1901       | Sagunto, Espanha                               | 06.07.1999  | Madri, Espanha                         |
| Rosetti (nascido Rösler)                      | Francesco Antonio (nascido Franz Anton)          | 1750             | Litoměřice, Bohemia, na atual República Tcheca | 30.06.1792  | Ludwigslust, Alemanha                  |
| Rossini                                       | Gioacchino                                       | 29.02.1792       | Pesaro, Itália                                 | 13.11.1868  | Passy, França                          |
| Sagreras                                      | Julio Salvador                                   | 00.00.1879       | Buenos Aires, Argentina                        | 16.12.1942  | Buenos Aires, Argentina                |
| Saint-Saëns                                   | Camille                                          | 09.10.1835       | Paris, França                                  | 16.12.1921  | Argel, Argélia                         |
| Salieri                                       | Antonio                                          | 18.08.1750       | Legnago, Itália                                | 07.05.1825  | Viena, Áustria                         |
| Salmhofer                                     | Franz                                            | 22.01.1900       | Viena, Áustria                                 | 22.09.1975  | Viena, Áustria                         |
| Samama                                        | Leo                                              | 25.03.1951       | Apeldoorn, Países Baixos                       | em vida     | -                                      |
| Samara                                        | Spiro (Spyridon-Filiskas)                        | 17.11.1861       | Corfu, Grécia                                  | 25.03.1917  | Atenas, Grécia                         |
| Sammartini                                    | Giovanni Battista                                | 1700             | Milão, Itália                                  | 15.01.1775  | Milão, Itália                          |
| Sammartini                                    | Giuseppe Francesco Gaspare Melchiorre Baldassare | 06.01.1695       | Milão, Itália                                  | 01.11.1750  | Londres, Reino Unido                   |
| Santoro                                       | Cláudio Franco de Sá                             | 23.11.1919       | Manaus, Brasil                                 | 27.03.1989  | Brasília, Brasil                       |
| Santos                                        | Ernesto Joaquim Maria dos                        | 05.04.1890       | Rio de Janeiro, Brasil                         | 25.08.1974  | Rio de Janeiro, Brasil                 |
| Sarasate                                      | Pablo Martin Meliton de                          | 10.03.1844       | Pamplona, Espanha                              | 20.09.1908  | Biarritz, França                       |
| Sardinha                                      | Aníbal Augusto (Garoto)                          | 28.06.1915       | São Paulo, Brasil                              | 03.05.1955  | Rio de Janeiro, Brasil                 |
| Sasnauskas                                    | Česlovas                                         | 19.07.1867       | Kapčiamiestis (hoje Lazdijai), Lituânia        | 18.01.1916  | São Petersburgo, Rússia                |
| Satie                                         | Erik Alfred Leslie                               | 17.05.1866       | Honfleur, França                               | 01.07.1925  | Paris, França                          |
| Say                                           | Fazil                                            | 14.01.1970       | Âncara, Turquia                                | em vida     | -                                      |
| Saygun                                        | Ahmet Adnan                                      | 07.09.1907       | Ismirna, Turquia                               | 06.01.1991  | Istambul, Turquia                      |
| Scarlatti                                     | Alessandro                                       | 02.05.1660       | Palermo, Itália                                | 26.10.1725  | Nápoles, Itália                        |
| Scarlatti                                     | Domenico                                         | 26.10.1685       | Nápoles, Itália                                | 23.07.1757  | Madri, Espanha                         |
| Scartabello                                   | Peter                                            | 17.04.1972       | Providence, E.U.A.                             | em vida     | -                                      |
| Schäfer                                       | Dirk                                             | 25.11.1873       | Rotterdam, Países Baixos                       | 16.02.1931  | Amsterdam, Países Baixos               |
| Schat                                         | Peter Ane                                        | 05.06.1935       | Utrecht, Países Baixos                         | 03.02.2003  | Amsterdam, Países Baixos               |
| Schedl                                        | Gerhard                                          | 05.08.1957       | Viena, Áustria                                 | 30.11.2000  | Eppstein an dem Taunus, Alemanha       |
| Schiske                                       | Karl                                             | 12.02.1916       | Raab, Hungria                                  | 16.06.1969  | Viena, Áustria                         |
| Schönberg                                     | Arnold                                           | 13.09.1874       | Viena, Áustria                                 | 13.07.1951  | Los Angeles, E.U.A.                    |
| Schrecker                                     | Franz                                            | 23.03.1878       | Mônaco, Principado de Mônaco                   | 21.03.1934  | Berlim, Alemanha                       |
| Schubert                                      | Franz                                            | 31.01.1797       | Viena, Áustria                                 | 19.11.1828  | Viena, Áustria                         |
| Schütz                                        | Heinrich                                         | 08.10.1585       | Köstritz, Alemanha                             | 06.11.1672  | Dresden, Alemanha                      |
| Schumann                                      | Robert                                           | 08.06.1810       | Zwickau, Alemanha                              | 29.07.1856  | Endenich, Alemanha                     |
| Scriabin                                      | Alexander                                        | 06.01.1872       | Moscou, Rússia                                 | 27.04.1915  | Moscou, Rússia                         |
| Seitz                                         | Rüdiger                                          | 24.01.1927       | Leoben, Áustria                                | 29.12.1991  | Viena, Áustria                         |
| Seixas                                        | José António Carlos de                           | 11.06.1704       | Coimbra, Portugal                              | 25.08.1742  | Lisboa, Portugal                       |
| Shostakovich                                  | Dmitri                                           | 25.09.1906       | São Petersburgo, Rússia                        | 09.08.1975  | Moscou, Rússia                         |
| Sibelius                                      | Jean                                             | 08.12.1865       | Finlândia                                      | 20.09.1957  | Finlândia                              |
| Smetana                                       | Bedřich                                          | 02.03.1824       | Tchecoslovaquia                                | 00.00.1884  | Praga, República Tcheca                |
| Smit                                          | Leo                                              | 14.05.1900       | Amsterdam, Países Baixos                       | 30.04.1943  | Sobibor, Polônia                       |
| Spohr                                         | Louis                                            | 05.04.1784       | Alemanha                                       | 22.10.1859  | Alemanha                               |
| Spontini                                      | Gaspare                                          | 14.11.1774       | Maiolati, Itália                               | 24.01.1851  | Maiolati, Itália                       |
| Stockhausen                                   | Karlheinz                                        | 22.08.1928       | Colônia, Alemanha                              | 05.12.2007  | Kuerten, Alemanha                      |
| Soutelo                                       | Rudesindo                                        | 29.02.1952       | Tui, Galiza                                    | em vida     | -.-                                    |
| Strauss                                       | Richard (Georg)                                  | 11.06.1864       | Munique, Alemanha                              | 08.09.1949  | Garmisch-Partenkirchen, Áustria        |
| Strauss (Pai)                                 | Johann                                           | 14.03.1804       | Viena, Austria                                 | 25.09.1849  | Viena, Áustria                         |
| Strauss II                                    | Johann                                           | 25.10.1825       | Viena, Austria                                 | 03.06.1899  | Viena, Áustria                         |
| Stravinski                                    | Ígor                                             | 17.06.1882       | Oranienbaum, Russia                            | 06.04.1971  | Nova Iorque, EUA                       |
| Sweelinck                                     | Jan Pieterszoon                                  | 00.05.1562       | Deventer, Países Baixos                        | 16.10.1621  | Amsterdam, Países Baixos               |
| Szabelski                                     | Bolesław                                         | 03.12.1896       | Radoryz, Polônia                               | 27.03.1979  | Katowice, Polônia                      |
| Tallis                                        | Thomas                                           | 00.00.1510       | Inglaterra                                     | 00.00.1585  | Inglaterra                             |
| Tarrega                                       | Francisco                                        | 21.11.1852       | Villa-Real,Espanha                             | 15.12.1909  | Valência, Espanha                      |
| Tchaikovski                                   | Piotr                                            | 07.05.1840       | Kamsko-Votkinsk, Rússia                        | 06.11.1893  | São Petersburgo, Rússia                |
| Telemann                                      | Georg Philipp                                    | 14.03.1681       | Magdeburg, Alemanha                            | 25.06.1767  | Hamburgo, Alemanha                     |
| Tippett                                       | Michael                                          | 02.01.1905       | Londres, Reino Unido                           | 09.01.1998  | Londres, Reino Unido                   |
| Ugarte                                        | Floro Manuel                                     | 15.09.1884       | Buenos Aires, Argentina                        | 11.06.1975  | Buenos Aires, Argentina                |
| van Otterloo                                  | Rogier                                           | 11.12.1941       | Bilthoven, Países Baixos                       | 29.01.1988  | Países Baixos                          |
| van Otterloo                                  | Willem                                           | 27.12.1907       | Winterswijk, Países Baixos                     | 1978        | Melbourne, Austrália                   |
| van Vlijmen                                   | Jan                                              | 11.10.1935       | Rotterdam, Países Baixos                       | 24.12.2004  | Réveillon, França                      |
| Vanhal                                        | Jan Krtitel                                      | 12.05.1739       | Nove Nechanice, Rep. Tcheca                    | 20.08.1813  | Viena, Áustria                         |
| Varèse                                        | Edgar                                            | 22.12.1883       | Paris, França                                  | 06.11.1965  | Nova Iorque, E.U.A.                    |
| Vaughan Williams                              | Ralph                                            | 12.10.1872       | Down Ampney, Reino Unido                       | 26.08.1958  | Londres, Reino Unido                   |
| Verdi                                         | Giuseppe                                         | 10.10.1813       | Roncole, Itália                                | 27.01.1901  | Milão, Itália                          |
| Vianna da Motta                               | José                                             | 22.04.1868       | S. Tomé e Principe                             | 01.06.1948  | Lisboa, Portugal                       |
| Vieuxtemps                                    | Henri                                            | 17.02.1820       | Verviers, França                               | 06.07.1881  | Mustapha, Argélia                      |
| Villa-Lobos                                   | Heitor                                           | 05.03.1887       | Rio de Janeiro, Brasil                         | 17.11.1959  | Rio de Janeiro, Brasil                 |
| Viotti                                        | Giovanni Battista                                | 12.05.1755       | Fontanetto di Po, Itália                       | 03.03.1824  | Londres, Reino Unido                   |
| Vitry                                         | Philippe de                                      | 31.10.1291       | Paris, França                                  | 09.06.1361  | Paris, França                          |
| Vivaldi                                       | Antonio                                          | 04.03.1678       | Veneza, Itália                                 | 28.07.1741  | Viena, Áustria                         |
| Wagner                                        | Richard                                          | 22.05.1813       | Leipzig, Alemanha                              | 13.02.1883  | Veneza, Itália                         |
| Weber                                         | Carl Maria Friedrich Ernest von                  | 18.11.1786       | Eutin, Alemanha                                | 05.06.1826  | Londres, Reino Unido                   |
| Weill                                         | Kurt Julian                                      | 02.03.1900       | Dessau, Alemanha                               | 03.04.1950  | Nova York, E.U.A.                      |
| Willaert                                      | Adrian                                           | 1490             | Brügge, Bélgica                                | 07.12.1562  | Veneza, Itália                         |
| Willan                                        | Healey                                           | 12.10.1880       | Balham, Reino Unido                            | 16.02.1968  | Toronto, Canadá                        |
| Xavier                                        | (Padre) José Maria                               | 23.08.1819       | São João del-Rei, Brasil                       | 22.01.1887  | São João del-Rei, Brasil               |
| Xavier                                        | Faustino do Prado                                | 1708             | Vila de Mogi das Cruzes, São Paulo, Brasil     | 1800        | São Paulo, Brasil                      |
| Xenakis                                       | Iannis                                           | 29.05.1922       | Brăila, Romênia                                | 04.02.2001  | Paris, França                          |
| Ysaÿe                                         | Eugène                                           | 16.07.1858       | Liège, Bélgica                                 | 12.05.1931  | Bruxelas, Bélgica                      |
| Zemlinsky                                     | Alexander von                                    | 04.10.1872       | Viena, Áustria                                 | 16.03.1942  | Nova York, E.U.A.                      |
| Zimmermann                                    | Bernd Aloïs                                      | 20.03.1918       | Bliesheim, Alemanha                            | 10.08.1970  | Grosskönigsdorf, Alemanha              |